# آندرو ليفيتاس
آندرو ليفيتاس (بالإنجليزية: Andrew Levitas)‏ هو منتج أفلام ومخرج وممثل أمريكي، ولد في 4 سبتمبر 1977 بنيويورك في الولايات المتحدة.

## أعمال

### مسلسلات
- المربية

## وصلات خارجية
- آندرو ليفيتاس على موقع IMDb (الإنجليزية)
- آندرو ليفيتاس على موقع ألو سيني (الفرنسية)
- آندرو ليفيتاس على موقع أول موفي (الإنجليزية)
- آندرو ليفيتاس على موقع قاعدة بيانات الأفلام السويدية (السويدية)
- آندرو ليفيتاس على موقع قاعدة بيانات الفيلم (الإنجليزية)
- آندرو ليفيتاس على موقع كينوبويسك (الروسية)